# Rock Island Line
Rock Island Line is een Amerikaans volksliedje uit 1929 over een treinverbinding in Illinois, die Chicago verbond met Rock Island. Later werd de officiële naam van de treinverbinding de "Chicago, Rock Island and Pacific Railroad". In de bekendste versie van het liedje rijdt de trein echter helemaal naar New Orleans, waar deze trein echter nooit geweest is. Het zuidelijkste deel was de verbinding via Little Rock naar Memphis.

## Eerste versie
De oudst bekende versie, is die van Clarence Wilson, die als schoonmaker van de locomotieven werkzaam was op het vrachtemplacement van de Rock Island Line in Litlle Rock. Hij was lid van een zanggroep, het Rock Island Coloured Booster Quartet, en deze groep voerde het lied, dat eigenlijk een reclamelied was voor de spoorweg, voor het eerst uit in december 1929. Vijf jaar later hoorden John Lomax en zijn veldwerkassistent Huddie Ledbetter (Lead Belly) het lied voor het eerst toen ze voor opnames de gevangenissen in Arkansas bezochten. De oudste nog bestaande versie van deze bezoeken werd opgenomen op 2 oktober 1934 in de gevangenis van Cummins Farm, gezongen door acht veroordeelden onder leiding van Kelly Pace. De teksten waren sinds 1929 al aanzienlijk geëvolueerd en bevatten nu een boodschap van religieuze verlossing.

## Versie van Lead Belly
Lead Belly heeft het nummer al sinds 1937 op zijn repertoire, maar zijn oudst bekende opname is die uit 1942 op zijn album Work Songs Of The U.S.A.. In deze versie is voor het eerst de monoloog te horen waarin de treinmachinist vertelt vee te vervoeren, teneinde voorrang te krijgen op andere treinen. Op het album Lead Belly Sings for Children, dat door Smithsonian Folkways in 1999 is uitgebracht zijn ook de opnames uit de jaren 1940 verzameld.

## Versie van Lonnie Donegan
In juli 1954 werd een snelle versie van het nummer opgenomen door Lonnie Donegan's Skiffle Group, met Donegan op gitaar, Beryl Bryden op wasbord en Chris Barber op bas. Bij Donegan rijdt de trein voor het eerst naar New Orleans en zijn er tolpoorten, waar de tolpoortbediende voor de gek gehouden wordt, met eerst "I got live stock, I got cows, I got pigs, I got sheep" en vervolgens met "Well, I fooled you, I got pig iron, I got pig iron". Pig iron is ruwijzer. Het nummer werd een hit in 1956 en was later de inspiratie voor het album An Englishman Sings American Folk Songs. Het was het eerste debuutrecord dat goud behaalde in het Verenigd Koninkrijk en het bereikte de top tien in de Verenigde Staten.

## Overige belangrijke versies
- The Weavers namen in december 1955 een versie op met nieuwe humoristische coupletten, maar hetzelfde refrein.
- Johnny Cash op het album Johnny Cash with His Hot and Blue Guitar uit 1957, (ook uitgebracht als single op Sun Records). Cash voegt twee coupletten van de "Weaver"-versie toe aan het nummer, een over een trein die over het verkeerde spoor komt en de tweede over een machinist die voor zijn dood twee drankjes wil proberen: "een warme kop koffie en een koud glas thee."
- Ramblin' Jack Elliott nam het nummer op in 1957, niet in de versie van Donegan, maar gebaseerd op de versie van Lead Belly. Maar Elliot laat wel de trein naar New Orleans rijden.
- Little Richard nam in 1988 met begeleiding van Fishbone een sneltreinversie op als tribute aan Lead Belly.